# Angela Stone
Angela Stone (Minneapolis, 29 agosto 1981 – Los Angeles, 5 aprile 2019) è stata un'attrice pornografica statunitense.

## Biografia
Iniziò la sua carriera nel 2003, è apparsa in più di 200 film, ed è conosciuta per la sua abilità nell'eiaculare.
Aveva dichiarato di non essere a conoscenza del fatto di poter eiaculare prima dell'entrata nell'industria del porno e che era imbarazzata la prima volta che lo aveva fatto durante la recitazione in un film. Prima della sua carriera pornografica ha lavorato come ballerina in uno strip club.

## Riconoscimenti
- 2006 AVN Award nomination – Best Threeway Sex Scene – Flower's Squirt Shower[5]
- 2007 AVN Award nomination – Most Outrageous Sex Scene – The Great American Squirt Off[6]
- 2009 AVN Award nomination – Best All-Girl Group Sex Scene – Flower's Squirt Shower 5[7]
- 2009 AVN Award nomination – Most Outrageous Sex Scene – Squirt Gangbang 2[7]

## Filmografia
- Pop That Cherry 5 (2003)
- 4-Way Whores (2004)
- Amateur Angels 17 (2004)
- Best Butt In The West 7 (2004)
- Blow Me Sandwich 6 (2004)
- Craving Big Cocks 4 (2004)
- Cum Drippers 6 (2004)
- Deep Throat This 22 (2004)
- Glazed and Confused 4 (2004)
- Grudge Fuck 2 (2004)
- Hand Job Hunnies 6 (2004)
- Hellcats 4 (2004)
- Interracial Coxxx and Soxxx 4 (2004)
- Juicy G-spots 2 (2004)
- More Dirty Debutantes 293 (2004)
- No Cum Spitting 1 (2004)
- Perfect Secretary (2004)
- Squirting 101 3 (2004)
- Stick It In My Face 1 (2004)
- Suckers 2 (2004)
- Suckers 6 (2004)
- Teen Meat 4 (2004)
- Ten Little Piggies 3 (2004)
- Throat Yogurt 2 (2004)
- Violation Of Gia Paloma (2004)
- Wet Teens 5 (2004)
- XXX Platinum Blondes 3 (2004)
- Young Cheerleaders Swap N' Swallow 1 (2004)
- Anal Sinsations (2005)
- Anal Xcess 1 (2005)
- Asseaters Unanimous 8 (2005)
- Babes Behind Bars (2005)
- Bang Boat 3 (2005)
- Black Up In Ya (2005)
- Christoph's Beautiful Girls 21 (2005)
- College Invasion 7 (2005)
- Coyote Nasty (2005)
- Cream Filled Holes 3 (2005)
- Cum Catchers 2 (2005)
- Cum Eating Teens 4 (2005)
- Cum Fart Cocktails 3 (2005)
- Cum Swapping Sluts 8 (2005)
- Cytherea Iz Squirtwoman 3 (2005)
- Deviant Behavior 1 (2005)
- Disturbed 3 (2005)
- Doc MaCock (2005)
- Five People You Meet in Porn (2005)
- Fleshbacks (2005)
- Flower's Squirt Shower 1 (2005)
- Flower's Squirt Shower 2 (2005)
- Freeze Frame (2005)
- Fuck My Face (2005)
- Gag Factor 18 (2005)
- Girlgasms 2 (2005)
- Girls Home Alone 25 (2005)
- Girls Hunting Girls 3 (2005)
- Girls Interrupted 3 (2005)
- Gob Swappers 2 (2005)
- Handjobs 16 (2005)
- House of Ass (II) (2005)
- House Pets (2005)
- Kick Ass Chicks 21: Squirters (2005)
- Liquid Gold 13 (2005)
- Little Squirters (2005)
- Love and Sex 2 (2005)
- Mouth 2 Mouth 4 (2005)
- Nina Hartley's Guide to Female Ejaculation (2005)
- No Holes Left Unfilled 3 (2005)
- No Man's Land Interracial Edition 8 (2005)
- No Swallowing Allowed 6 (2005)
- Only Handjobs 1 (2005)
- POV Squirt Alert 2 (2005)
- Pussy Party 10 (2005)
- Pussy Party 11 (2005)
- Pussy Party 13 (2005)
- Pussy Party 7 (2005)
- Pussy Playhouse 9 (2005)
- Ripe Juicy Teens (2005)
- Rub My Muff 5 (2005)
- Screw My Wife Please 47 (She Gets What She Needs) (2005)
- Sexual Cat Fights 2 (2005)
- She Takes Two 2 (2005)
- Smokin' Blowjobs 3 (2005)
- Sorority Splash 3 (2005)
- Squirt for Me POV 1 (2005)
- Squirt-A-Holics 1 (2005)
- Squirting For Extra Credit (2005)
- Super Squirters 1 (2005)
- Supersquirt 2 (2005)
- Swallow My Pride 6 (2005)
- Swallow My Squirt 1 (2005)
- Swallow My Squirt 2 (2005)
- Take That Deep Throat This 2 (2005)
- Teen Cum Bunnies (2005)
- Teen Gushers (2005)
- Teen Power 14 (2005)
- Teen Squirt Queens (2005)
- Teenage Squirt Queens (2005)
- Toy Boxes 1 (2005)
- Twisted Vision 3 (2005)
- Undisciplined Whores (2005)
- Web Girls 1 (2005)
- Web Girls 2 (2005)
- Worship This Bitch: Staci Thorn Edition (2005)
- 1 Dick 2 Chicks 5 (2006)
- 18 and Fresh 3 (2006)
- 2wice As Nice (2006)
- Agency (2006)
- Anal Addicts 23 (2006)
- Anal Nation (2006)
- Anal Violation 3 (2006)
- Anally Yours... Love, Jenna Haze (2006)
- Ass Bandits 2 (2006)
- Backwoods of Memphis (2006)
- Barely Legal 58 (2006)
- Barely Legal Princess Diaries 1 (2006)
- Belladonna: Fetish Fanatic 5 (2006)
- Bitches in Heat 3 (2006)
- Butt Licking Anal Whores 4 (2006)
- Can a Brotha Get a Squirt 1 (2006)
- Can You Hear Me Cumming (2006)
- Carmen And Austyn (2006)
- Charlotte Stokely's All Girl Violation (2006)
- Cherry Lickers 2 (2006)
- Christmas in Memphis (2006)
- Classroom Cocksuckers (2006)
- Cumstains 7 (2006)
- Cytherea's Anal Whores (2006)
- Dark Meat 1 (2006)
- Desperate Housewhores 6 (2006)
- Dirty Little Stories 1 (2006)
- Don't Tell Mommy 9 (2006)
- Early Entries 5 (2006)
- Eat My Black Meat 4 (2006)
- Eva Angelina (2006)
- Facial Frenzy 2 (2006)
- First Time Swallows 5 (2006)
- Flesh and Fantasy (2006)
- Fresh Asses 2 (2006)
- Fuck Dolls 6 (2006)
- Fuck The Boss (2006)
- Girl Talk (2006)
- Girls in White 1 (2006)
- Girlz Sportz (2006)
- Goo Girls 23 (2006)
- Great American Squirt Off 1 (2006)
- Greatest Squirters Ever (2006)
- Gush (2006)
- Hot Squirts 2 (2006)
- Hot Squirts 3 (2006)
- I Am Marco (2006)
- In The Family (2006)
- In Your Face 2 (2006)
- Initiations 18 (2006)
- Intimate Invitation 3 (2006)
- Lesbian Tutors 1 (2006)
- Manuel Ferrara's POV 2 (2006)
- Mind Blowers 2 (2006)
- My Girlfriend Squirts 1 (2006)
- Obsession 2 (2006)
- Panty Party 3 (2006)
- POV Cocksuckers 3 (2006)
- Prying Open My Third Eye 1 (2006)
- Road Queen 2 (2006)
- Road Queen 3 (2006)
- See Her Squirt 1 (2006)
- Sexual Therapy (2006)
- Squirt Factor (2006)
- Squirt Showers 1 (2006)
- Squirt This 1 (2006)
- Squirt-A-Holics 2 (2006)
- Squirting 201 4 (2006)
- Squirting Nymphs (2006)
- Squirts So Good 1 (2006)
- Stop or I'll Squirt 3 (2006)
- Storm Squirters 1 (2006)
- Strap it On 5 (2006)
- Super Squirters 2 (2006)
- Supersquirt 3 (2006)
- Swallow My Squirt 3 (2006)
- Teen Hitchhikers 8 (2006)
- Throat Lube 2 (2006)
- Toys Twats Tits (2006)
- Uncle Pervy's Adventures (2006)
- We Swallow 13 (2006)
- Wet (2006)
- Wet Room (2006)
- Wild Fuck Toys 3 (2006)
- 3 Blowin Me 1 (2007)
- 3 Sums Easy as 1-2-3 (2007)
- Almost Illegal (2007)
- Anytime Girls (2007)
- By Appointment Only 2 (2007)
- Cum Play With Me 4 (2007)
- Devil Wears Leather (2007)
- Dirty Dozen (2007)
- Dirty Squirty Sluts 1 (2007)
- Erik Everhard Fucks Them All (2007)
- Flirt N Squirt 1 (2007)
- Flower's Squirt Shower 5 (2007)
- Fuck My Skull 4 (2007)
- Goo Girls 24 (2007)
- Goo Girls 25 (2007)
- Greatest Squirters Ever 2 (2007)
- Hard Time (2007)
- Hotter Than Hell 1 (2007)
- Houseboat (2007)
- Innocence Brat (2007)
- Jada Fire Is Squirtwoman 2 (2007)
- Jada Fire Is Squirtwoman 3 (2007)
- Lesbian Seductions 17 (2007)
- Lucky Lesbians 1 (2007)
- Mind Blowers 8 (2007)
- Monster Meat 3 (2007)
- My Space 1 (2007)
- Old Men Make Me Squirt (2007)
- Rub My Muff 12 (2007)
- Sex Games (II) (2007)
- She's Got a Cum Fixation 2 (2007)
- Show Me Where It Squirts 1 (2007)
- Skeeter Kerkove's Girls Sodomizing Girls 3 (2007)
- Sperm Swappers 3 (2007)
- Squirt Facials (2007)
- Squirt Gangbang 1 (2007)
- Squirt Girl 1 (2007)
- Squirt Girl 2 (2007)
- Squirt In My Face (2007)
- Squirt in My Gape 2 (2007)
- Storm Squirters 2 (2007)
- Suck My Tranny Cock 4 (2007)
- Super Squirters 3 (2007)
- Supersquirt 5 (2007)
- Surreal World (2007)
- Swallow My Squirt 5 (2007)
- Swallowing Anal Whores 3 (2007)
- Wedding Bells Gang Bang (2007)
- Welcome to Squirtsville (2007)
- 2 Chicks To Lick Your Dick 1 (2008)
- Anally Yours... Love, Adrianna Nicole (2008)
- Blow Your Load Down My Throat (2008)
- Buttsisters Daughters 2 (2008)
- Dripping Wet (2008)
- Ear Cum (2008)
- Everybody Loves Big Boobies 4 (2008)
- Fetish Antics (2008)
- Girls of Amateur Pages 15 (2008)
- Gov Love: The Eliot Splitz-her Story (2008)
- Greatest Squirters Ever 3 (2008)
- I Love Big Toys 12 (2008)
- It Barely Fits 2 (2008)
- Jada Fire (2008)
- Love Sounds (2008)
- Low Blows (2008)
- MILF Hookers 2 (2008)
- Mommy is a Hottie (2008)
- Nut Busters 10 (2008)
- Scenes from a Cell (2008)
- Slutty Squirters 2 (2008)
- Squirt Gangbang 2 (2008)
- Squirt Girl 3 (2008)
- Squirt Showers 2 (2008)
- Squirt-Stravaganza (2008)
- We Suck 1 (2008)
- Wet Dreams (II) (2008)
- Anal Whore Next Door 2 (2009)
- ATM City 6 (2009)
- Best of Ryan Andrews (2009)
- Fantastic Fucks (2009)
- Great American Squirt Off 2 (2009)
- Greatest Squirters Ever 4 (2009)
- Ninn Wars 4 (2009)
- POV Handjobs 3 (2009)
- Pussy Play 4 (2009)
- Squirt Shots (2009)
- Team Squirt 9 (2009)
- Dude, She's A Squirter! 7 (2010)
- Self Service Sex 1 (2010)
- Squirt Shots 2 (2010)
- Squirt-A-Thon (2010)
- Adam And Eve's Legendary Squirters (2011)
- Gushing For Love (2011)
- Eat Some Ass 5 (2012)
- Real Public Fucking (2012)
- Squirt Your Cum On My Fucking Face (2012)
- Strapped 2 (2012)
- American Squirter 5 (2013)
- Happy Cock Happy Pussy (2013)